# A Bird Story
A Bird Story é um jogo RPG de aventura desenvolvido e publicado pela Freebird Games. Foi lançado no dia 5 de novembro de 2014 para Microsoft Windows, OS X e Linux como um episódio conectando o jogo anterior da Freebird Games, To the Moon, e sua sequência, Finding Paradise. Como todos os jogos da Freebird, foi feito utilizando como motor gráfico o RPG Maker. No geral, recebeu críticas mistas, com muitas reclamações quanto à natureza lenta do jogo.

## Jogabilidade
A bird Story é um curto jogo no qual o jogador controla um jovem garoto cheio de imaginação que é ignorado pela maioria das outras personagens e por todo o jogo; todas as personagens, exceto o garoto e poucas outras, possuem corpo não totalmente materializado, o que confere-lhes a aparências de fantasmas, um recurso muito comum para focar a atenção do jogador. Quando o garoto acha um passarinho machucado, ele fica mais feliz e começa a perceber mais as pessoas, diminuindo sua introversão. O mapa passa a impressão de o jogo ser mais sobre um recordar de lembranças do que seguir eventos em um tempo real. O jogador poderia estar no parque e, de repente, aparecer num corredor. Em uma crítica da Kotaku, a falta de diálogo foi comparada à expressão "Show, don't tell".

## Desenvolvimento
A Bird Story foi desenvolvido pela Freebird Games usando o RPG Maker XP Como motos gráfico, semelhante aos outros jogos da empresa. Foi portabilizado para o Linux e MacOs com um Software de código aberto para RPG Maker XP, o MKXP. Por ser um episódio que liga To the Moon a Finding Paradise, o jogador controla o mesmo garoto que aparece neste, embora Kan Gao tenha declarado não ser necessário jogar A Bird Storypara entender a história de seu sucessor. O enredo básico do jogo é falado em sua sequência, apresentando ainda algumas referências a To the Moon.